# ModPlug Tracker
Modplug Tracker är ett fritt trackerprogram för operativsystemet Microsoft Windows. Programmet skrevs ursprungligen av Olivier Lapicque, men sedan källkoden släppts fri under GNU General Public License utvecklas programmet nu av flera personer under namnet Open Modplug Tracker eller OpenMPT.
Filformatet som programmet använder är en uppdaterad version av Impulse Tracker-formatet, medan den grafiska delen av programmet är gjort för att efterlikna vanliga Windowsprogram, med stöd för bland annat dra-och-släpp-funktioner.
Den största skillnaden jämfört med äldre trackerprogram är att Modplug Tracker har stöd för VST-effekter och -instrument samt DirectX-effekter.